# ヌガティク語
ヌガティク語（ヌガティクご）は、オーストロネシア語族ミクロネシア諸語に属する言語である。サプウアフィク語、サプアフィク語、サプアフィック語、ガティク語、ガチック語とも呼ばれる。ミクロネシア連邦ポンペイ州に属するカロリン諸島のサプウアフィク環礁（ヌガティク環礁）で話されている。約700人のヌガティク語話者のうち約450人がサプウアフィク環礁で生活をしている。以前はヌガティク語はポンペイ語の方言と考えられていたが、ポンペイ語とは特に理解可能ではない。現在のところ、ヌガティク語は脆弱な状態であると考えられている。また、ヌガティク語はヌガティク・クレオール語とは別の言語である。